# Красная Нива (Плавский район)
Красная Нива — посёлок в Плавском районе Тульской области России.
В рамках административно-территориального устройства входит в Пригородный сельский округ Плавского района, в рамках организации местного самоуправления включается в Пригородное сельское поселение.

## География
Расположен на реке Плава, в 6 км к северу от центра города Плавска и в 53 км к юго-западу от центра Тулы.
На западе примыкает к посёлку Октябрьский.

## Население
| 2002 | 2010 |
| ---- | ---- |
| 45   | ↗152 |

Население — 152 чел. (2010).